# Harri Heliövaara
Harri Heliövaara (* 4. června 1989 Helsinky) je finský profesionální tenista. Na grandslamu triumfoval s Henrym Pattenem ve čtyřhře Wimbledonu 2024 a Australian Open 2025. Ve smíšené soutěži přidal trofej na US Open 2023 po boku Anny Danilinové. Ve své dosavadní kariéře na okruhu ATP Tour vyhrál devět deblových turnajů. Na challengerech ATP a okruhu ITF získal osm titulů ve dvouhře a třicet šest ve čtyřhře.
Na žebříčku ATP byl ve dvouhře nejvýše klasifikován v prosinci 2011 na 194. místě a ve čtyřhře pak v lednu 2025 na 4. místě. Trénuje ho Boris Černov. Dříve tuto roli plnil Johan Landsberg. V roce 2005 navázal spolupráci s Erikem Piispou, jenž vede jeho fyzickou přípravu.
Ve finském daviscupovém týmu debutoval v roce 2008 hanskou baráží 2. skupiny zóny Evropy a Afriky proti Lucembursku, v níž prohrál nedělní dvouhru s Gillesem Müllerem. Finové přesto zvítězili 3:2 na zápasy. V ročníku 2023 byl členem finského družstva, jež poprvé v historii postoupilo do světového semifinále. Do září 2025 v soutěži nastoupil k třiceti mezistátním utkáním s bilancí 9–14 ve dvouhře a 14–9 ve čtyřhře.
V juniorském tenise triumfoval s Britem Graemem Dycem ve čtyřhře Australian Open 2007 po finálové výhře nad australsko-indickým párem Stephen Donald a Rupeš Roy.

## Soukromý život
Narodil se roku 1989 ve finské metropoli Helsinkách do rodiny profesora lesnické zoologie Kariho a ornitoložky Arji Heliövaarových. Má bratra Lauriho Heliövaaru. Hovoří finsky, švédsky a anglicky. S tenisem začal v šesti letech. Magisterský obor absolvoval na oddělení průmyslového inženýrství a řízení Aaltovy univerzity, která během jeho studia vznikla sloučením tří vysokých škol včetně Helsinské technické univerzity, na níž začínal. Za preferovaný povrch uvedl tvrdý a za silný úder pak bekhend.

## Tenisová kariéra
V rámci událostí okruhu ITF debutoval v listopadu 2004, když v úvodním kole helsinského turnaje dotovaného 50 tisíci dolary uhrál jen dva gamy na krajana Lauriho Kiiskiho ze sedmé světové stovky. Premiérový singlovou trofej v této úrovni tenisu si odvezl během dubna 2010 z jihokorejského Sogüpcha, turnaje s rozpočtem 15 tisíc dolarů, kde ve finále zdolal Rumuna Teodora-Daciana Craciuna z osmé stovky žebříčku. 

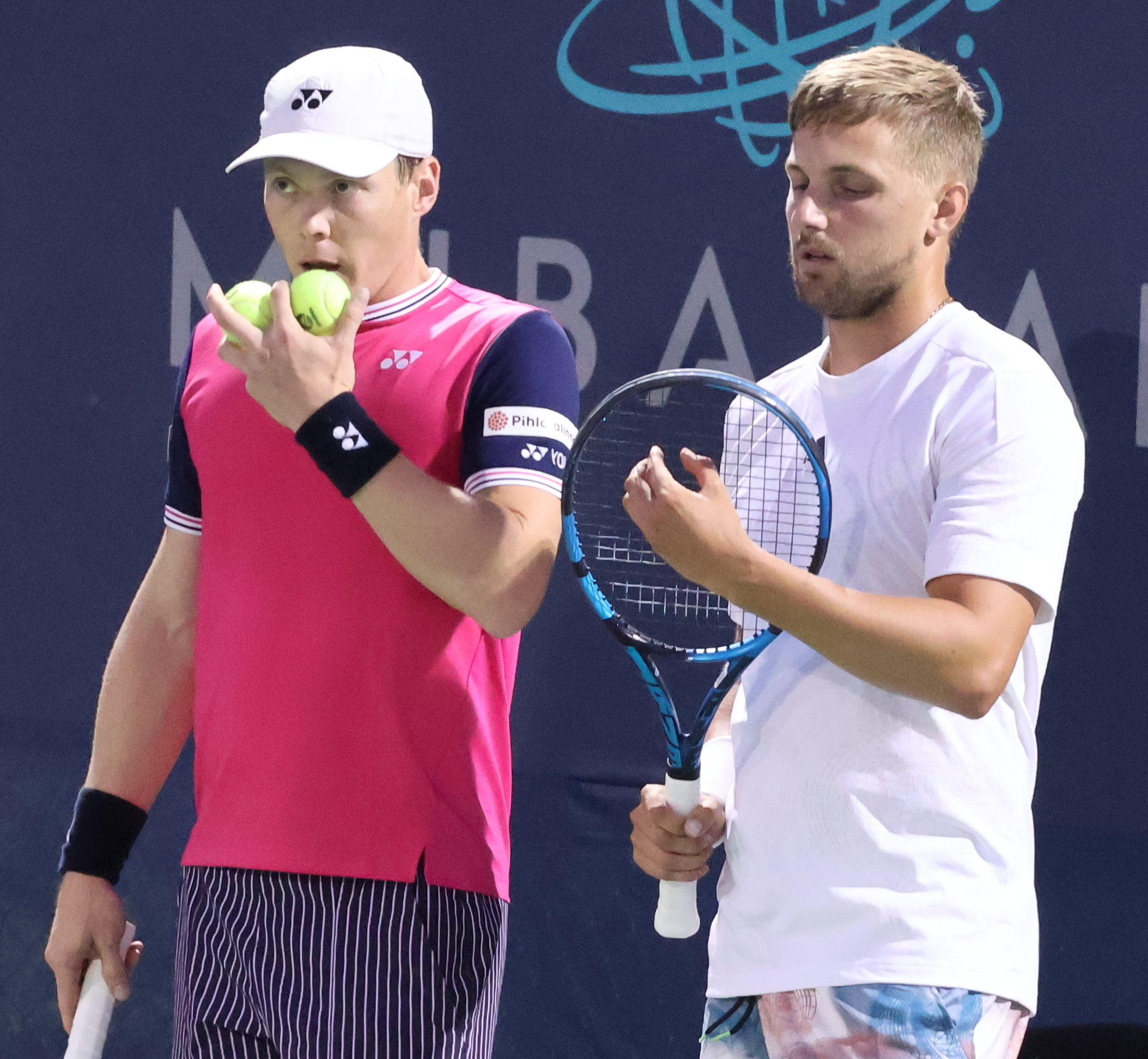
Heliövaara (vlevo) s Glasspoolem na Washington Open 2023

V září 2011 pak přidal první výhru na challengerech. S Ukrajincem Denysem Molčanovem zvládli oba tiebreaky závěrečného zápasu čtyřhry proti jihoafricko-americké dvojici Raven Klaasen a John-Paul Fruttero. Po dvou challengerových semifinále v Bangkoku a virginském Charlottesville mu bodový zisk zajistil posun na kariérní maximum. V prosinci 2011 tak figuroval na 194. místě singlového žebříčku ATP. Díky tomu mohl poprvé zasáhnout do kvalifikací na grandslamu, které v sezóně 2012 odehrál všechny čtyři. Jediné vítězství si připsal ve wimbledonské kvalifikační soutěži, v jejímž úvodním kole vyřadil Brazilce Júlia Silvu.
V roce 2019 se začal specializovat na čtyřhru. Při třetím startu v hlavní soutěži okruhu ATP Tour vybojoval první titul v březnové čtyřhře Open 13 2021 v Marseille. S Britem Lloydem Glasspoolem ve finále zdolali nizozemskou dvojici Sander Arends a David Pel po dvousetovém průběhu. Spolupráci s britským tenistou navázal během challengerů v listopadu 2020, na nichž se probojovali do čtyř finále. S dalším zástupcem britského tenisu, Henrym Pattenem, vytvořil stabilní pár v dubnu 2024. Na okruhu ATP Tour vyhráli antukové čtyřhry Morocco Open 2024 a Lyon Open 2024. První grandslam ovládli na travnatém Wimbledonu 2024, když ve finále přehráli patnácté nasazené Australany Maxe Purcella s Jordanem Thompsonem nejtěsnějším poměrem ve třech tiebreacích. Ve druhé sadě přitom odvrátili tři mečboly.

## Finále na Grand Slamu

### Mužská čtyřhra: 2 (2–0)
| Stav  | rok  | turnaj          | povrch | spoluhráč    | soupeři ve finále               | výsledek                       |
| ----- | ---- | --------------- | ------ | ------------ | ------------------------------- | ------------------------------ |
| Vítěz | 2024 | Wimbledon       | tráva  | Henry Patten | Max Purcell Jordan Thompson     | 6–7(7–9), 7–6(10–8), 7–6(11–9) |
| Vítěz | 2025 | Australian Open | tvrdý  | Henry Patten | Simone Bolelli Andrea Vavassori | 6–7(16–18), 7–6(7–5), 6–3      |

### Smíšená čtyřhra: 1 (1–0)
| Stav  | rok  | turnaj  | povrch | spoluhráčka     | soupeři ve finále                 | výsledek |
| ----- | ---- | ------- | ------ | --------------- | --------------------------------- | -------- |
| Vítěz | 2023 | US Open | tvrdý  | Anna Danilinová | Jessica Pegulaová Austin Krajicek | 6–3, 6–4 |

## Finále na okruhu ATP Tour

### Čtyřhra: 19 (9–10)
| Legenda                   |
| ------------------------- |
| Grand Slam (2–0)          |
| Turnaj mistrů (0)         |
| ATP Tour Masters 1000 (0) |
| ATP Tour 500 (1–4)        |
| ATP Tour 250 (6–6)        |

| Stav      | č.  | datum         | turnaj                                | kategorie  | povrch    | spoluhráč        | soupeři ve finále                   | výsledek                       |
| --------- | --- | ------------- | ------------------------------------- | ---------- | --------- | ---------------- | ----------------------------------- | ------------------------------ |
| Vítěz     | 1.  | březen 2021   | Marseille, Francie                    | ATP 250    | tvrdý (h) | Lloyd Glasspool  | Sander Arends David Pel             | 7–5, 7–6(7–4)                  |
| Vítěz     | 2.  | říjen 2021    | Moskva, Rusko                         | ATP 250    | tvrdý (h) | Matwé Middelkoop | Tomislav Brkić Nikola Ćaćić         | 7–5, 4–6, [11-9]               |
| Finalista | 1.  | únor 2022     | Montpellier, Francie                  | ATP 250    | tvrdý (h) | Lloyd Glasspool  | Pierre-Hugues Herbert Nicolas Mahut | 6–4, 6–7(3–7), [10–12]         |
| Finalista | 2.  | únor 2022     | Dallas, Spojené státy                 | ATP 250    | tvrdý (h) | Lloyd Glasspool  | Marcelo Arévalo Jean-Julien Rojer   | 6–7(4–7), 4–6                  |
| Finalista | 3.  | červen 2022   | Queen's Club, Londýn, Velká Británie  | ATP 500    | tráva     | Lloyd Glasspool  | Nikola Mektić Mate Pavić            | 6–3, 6–7(3–7), [6–10]          |
| Vítěz     | 3.  | červenec 2022 | Hamburk, Německo                      | ATP 500    | antuka    | Lloyd Glasspool  | Rohan Bopanna Matwé Middelkoop      | 6–2, 6–4                       |
| Finalista | 4.  | červenec 2022 | Umag, Chorvatsko                      | ATP 250    | antuka    | Lloyd Glasspool  | Simone Bolelli Fabio Fognini        | 7–5, 6–7(6–8), [7–10]          |
| Finalista | 5.  | září 2022     | Mety, Francie                         | ATP 250    | tvrdý (h) | Lloyd Glasspool  | Hugo Nys Jan Zieliński              | 6–7(5–7), 4–6                  |
| Finalista | 6.  | říjen 2022    | Stockholm, Švédsko                    | ATP 250    | tvrdý (h) | Lloyd Glasspool  | Marcelo Arévalo Jean-Julien Rojer   | 3–6, 3–6                       |
| Vítěz     | 4.  | leden 2023    | Adelaide, Austrálie                   | ATP 250    | tvrdý     | Lloyd Glasspool  | Jamie Murray Michael Venus          | 6–3, 7–6(7–3)                  |
| Finalista | 7.  | únor 2023     | Dubaj, Spojené arabské emiráty        | ATP 500    | tvrdý     | Lloyd Glasspool  | Maxime Cressy Fabrice Martin        | 6–7(2–7), 4–6                  |
| Vítěz     | 5.  | duben 2024    | Marrákeš, Maroko                      | ATP 250    | antuka    | Henry Patten     | Alexander Erler Lucas Miedler       | 3–6, 6–4, [10–4]               |
| Finalista | 8.  | duben 2024    | Bukurešť, Rumunsko                    | ATP 250    | antuka    | Henry Patten     | Sadio Doumbia Fabien Reboul         | 3–6, 5–7                       |
| Vítěz     | 6.  | květen 2024   | Lyon, Francie                         | ATP 250    | antuka    | Henry Patten     | Juki Bhambri Albano Olivetti        | 3–6, 7–6(7–4), [10–8]          |
| Vítěz     | 7.  | červenec 2024 | Wimbledon, Londýn, Velká Británie     | Grand Slam | tráva     | Henry Patten     | Max Purcell Jordan Thompson         | 6–7(7–9), 7–6(10–8), 7–6(11–9) |
| Finalista | 9.  | říjen 2024    | Peking, Čína                          | ATP 500    | tvrdý     | Henry Patten     | Simone Bolelli Andrea Vavassori     | 6–4, 3–6, [5–10]               |
| Vítěz     | 8.  | říjen 2024    | Stockholm, Švédsko                    | ATP 250    | tvrdý (h) | Henry Patten     | Petr Nouza Patrik Rikl              | 7–5, 6–3                       |
| Vítěz     | 9.  | leden 2025    | Australian Open, Melbourne, Austrálie | Grand Slam | tvrdý     | Henry Patten     | Simone Bolelli Andrea Vavassori     | 6–7(16–18), 7–6(7–5), 6–3      |
| Finalista | 10. | březen 2025   | Dubaj, Spojené arabské emiráty        | ATP 500    | tvrdý     | Henry Patten     | Juki Bhambri Alexei Popyrin         | 6-3, 6-7(12-14), [8-10]        |

## Tituly na challengerech ATP a okruhu ITF
| Legenda                 |
| ----------------------- |
| Challengery (0 D; 15 Č) |
| ITF (8 D; 20 Č)         |

### Dvouhra (8 titulů)
| Č. | datum       | turnaj                       | okruh   | povrch  | poražený finalista    | výsledek           |
| -- | ----------- | ---------------------------- | ------- | ------- | --------------------- | ------------------ |
| 1. | duben 2010  | Sogüpcho, Jižní Korea        | Futures | tvrdý   | Teodor-Dacian Craciun | 6–4, 6–2           |
| 2. | červen 2010 | Wu-chan, Čína                | Futures | tvrdý   | Lim Yong-kyu          | 6–7(5-7), 6–4, 6–0 |
| 3. | leden 2011  | Sheffield, Velká Británie    | Futures | tvrdý   | Kenny De Schepper     | 6–4, 5–7, 6–4      |
| 4. | květen 2011 | Andidžan, Uzbekistán         | Futures | tvrdý   | Michael Venus         | 6–4, 6–4           |
| 5. | říjen 2011  | Jakarta, Indonésie           | Futures | tvrdý   | Daniel Yoo            | 6–3, 1–0skreč      |
| 6. | říjen 2017  | Tartu, Estonsko              | Futures | koberec | Zdeněk Kolář          | 6–3, 7–5           |
| 7. | únor 2018   | Loughborough, Velká Británie | Futures | tvrdý   | Maxime Authom         | 7–6(7-2), 6–4      |
| 8. | březen 2018 | Ramat ha-Šaron, Izrael       | Futures | tvrdý   | Jišaj Oli'el          | 6–1, 6–3           |

### Čtyřhra (36 titulů)
| Č.  | datum         | turnaj                         | okruh      | povrch    | spoluhráč              | poražení finalisté                        | výsledek                    |
| --- | ------------- | ------------------------------ | ---------- | --------- | ---------------------- | ----------------------------------------- | --------------------------- |
| 1.  | duben 2008    | Exmouth, Velká Británie        | Futures    | koberec   | Henri Kontinen         | Ralph Granbow Ken Skupski                 | 6–2, 6–2                    |
| 2.  | červenec 2008 | Kuressaare, Estonsko           | Futures    | antuka    | Timo Nieminen          | Pavel Katljarov Bogdan-Victor Leonte      | bez boje                    |
| 3.  | červenec 2009 | Kuressaare, Estonsko           | Futures    | antuka    | Henri Kontinen         | Mait Kunnap Juho Paukku                   | 6–3, 6–3                    |
| 4.  | říjen 2009    | Nakhon Ratčasima, Thajsko      | Futures    | tvrdý     | Roman Jebavý           | Matt Simpson William Ward                 | 6–2, 6–2                    |
| 5.  | duben 2010    | Tegu, Jižní Korea              | Futures    | tvrdý     | Adam Feeney            | Hiroki Kondó Yi Chu-huan                  | 6–2, 6–2                    |
| 6.  | červen 2010   | Gausdal, Norsko                | Futures    | tvrdý     | Juho Paukku            | Fabrice Martin Riccardo Ghedin            | 2–6, 6–4, [10–5]            |
| 7.  | červenec 2010 | Gausdal, Norsko                | Futures    | tvrdý     | Juho Paukku            | Stefan Borg Carl Bergman                  | 6–3, 1–6, [10–7]            |
| 8.  | červenec 2010 | Tallinn, Estonsko              | Futures    | antuka    | Juho Paukku            | Alexandr Agafonov Marcel Felder           | 6–3, 6–2                    |
| 9.  | srpen 2010    | Vierumaki, Finsko              | Futures    | antuka    | Juho Paukku            | Filippo Leonardi Jacopo Marchegiani       | 6–1, 6–4                    |
| 10. | květen 2011   | Andidžan, Uzbekistán           | Futures    | tvrdý     | Jervind Gasparjan      | Andrej Vasilevskij Alexandr Rumjancev     | 6–4, 7–5                    |
| 11. | červen 2011   | Martos, Španělsko              | Futures    | tvrdý     | Denys Molčanov         | Ilja Beljajev Steven Diez                 | 6–3, 6–4                    |
| 12. | červen 2011   | Melilla, Španělsko             | Futures    | tvrdý     | Denys Molčanov         | Jamie Pulgar-García Javier Pulgar-García  | 6–2, 7–6(7-2)               |
| 1.  | září 2011     | Taškent, Uzbekistán            | Challenger | tvrdý     | Denys Molčanov         | Raven Klaasen John-Paul Fruttero          | 7–6(7-5), 7–6(7-3)          |
| 13. | září 2017     | Hammámet, Tunisko              | Futures    | antuka    | Evan Zhu               | Luis Britto Marcelo Zormann               | 6–1, 6–4                    |
| 14. | říjen 2017    | Tartu, Estonsko                | Futures    | koberec   | Patrik Niklas-Salminen | Jevgenij Ťurněv Vladimir Poljakov         | 6–1, 7–6(7-3)               |
| 15. | listopad 2017 | Tallinn, Estonsko              | Futures    | tvrdý     | Patrik Niklas-Salminen | Maxime Authom Gregoire Barrere            | 6–2, 6–3                    |
| 16. | únor 2018     | Loughborough, Velká Británie   | Futures    | tvrdý     | Frederik Nielsen       | Luke Johnson Jack Findel-Hawkins          | 6–4, 6–1                    |
| 17. | březen 2018   | Ramat ha-Šaron, Izrael         | Futures    | tvrdý     | Patrik Niklas-Salminen | Marat Děvjaťarov Volodymyr Užylovskyj     | 6–3, 6–2                    |
| 18. | květen 2018   | Wu-chan, Čína                  | Futures    | tvrdý     | Patrik Niklas-Salminen | Šintaró Imai Juta Šimizu                  | 6–1, 6–7(5-7), [10–4]       |
| 19. | květen 2018   | Lu-an, Čína                    | Futures    | tvrdý     | Patrik Niklas-Salminen | Kao Sin Tche Ž'-ke-le                     | 6–2, 6–3                    |
| 2.  | červenec 2018 | Båstad, Švédsko                | Challenger | antuka    | Henri Laaksonen        | Zdeněk Kolář Goncalo Oliveira             | 6–4, 6–3                    |
| 20. | září 2018     | Schlieren, Švýcarsko           | Futures    | antuka    | Patrik Niklas-Salminen | David Škoch Petr Nouza                    | 6–3, 6–1                    |
| 3.  | listopad 2018 | Charlottesville, Spojené státy | Challenger | tvrdý     | Henri Laaksonen        | Tošihide Macui Frederik Nielsen           | 6–3, 6–4                    |
| 4.  | červenec 2019 | Amersfoort, Nizozemsko         | Challenger | antuka    | Emil Ruusuvuori        | Jesper De Jong Ryan Nijboer               | 6–3, 6–4                    |
| 5.  | říjen 2019    | Nur-Sultan, Kazachstán         | Challenger | tvrdý     | Illja Marčenko         | Szymon Walków Karol Drzewiecki            | 6–4, 6–4                    |
| 6.  | listopad 2019 | Playford, Austrálie            | Challenger | tvrdý     | Patrik Niklas-Salminen | Ruben Gonzales Evan King                  | 6–4, 6–7(4–7), [10–7]       |
| 7.  | únor 2020     | Burnie, Austrálie              | Challenger | tvrdý     | Sem Verbeek            | Luca Margaroli Andrea Vavassori           | 7–6(7–5), 7–6(7–4)          |
| 8.  | říjen 2020    | Biella, Itálie                 | Challenger | antuka    | Szymon Walków          | Lloyd Glasspool Alex Lawson               | 7–5, 6–3                    |
| 9.  | listopad 2020 | Bratislava, Slovensko          | Challenger | tvrdý     | Emil Ruusuvuori        | Lukáš Klein Alex Molčan                   | 6–4, 6–3                    |
| 10. | únor 2021     | Las Palmas, Španělsko          | Challenger | antuka    | Lloyd Glasspool        | Kimmer Coppejans Sergio Martos Gomes      | 7–5, 6–1                    |
| 11. | říjen 2021    | Barcelona, Španělsko           | Challenger | antuka    | Roman Jebavý           | Nuno Borges Francisco Cabral              | 6-4, 6-3                    |
| 12. | listopad 2021 | Roanne, Francie                | Challenger | tvrdý (h) | Lloyd Glasspool        | Romain Arneodo Albano Olivetti            | 7–6(7–5), 6–7(5–7), [12–10] |
| 13. | listopad 2021 | Bari, Itálie                   | Challenger | tvrdý     | Lloyd Glasspool        | Andrea Vavassori David Vega Hernández     | 6–3, 6–0                    |
| 14. | květen 2023   | Bordeaux, Francie              | Challenger | antuka    | Lloyd Glasspool        | Sadio Doumbia Fabien Reboul               | 6–4, 6–2                    |
| 15. | duben 2024    | Madrid, Španělsko              | Challenger | tvrdý (h) | Henry Patten           | Guido Andreozzi Miguel Ángel Reyes-Varela | 7–5, 7–6(7–1)               |
| 16. | květen 2024   | Turín, Itálie                  | Challenger | antuka    | Henry Patten           | Andreas Mies Neal Skupski                 | 6–3, 6–3                    |